# 2016 SS46
2016 SS46 ist ein Asteroid, der zu den Transneptunischen Objekten zählt und am 22. September 2016 entdeckt wurde.